# Bădești (gmina Bârla)
Bădeștiⓘ – wieś w Rumunii, w okręgu Ardżesz, w gminie Bârla. W 2011 roku liczyła 386 mieszkańców.